# Япі
Яппі (англ. Yuppie, абр. від Young Urban Professional Person + суф. -ie — молода міська професійна людина) — це  термін, для позначення молодого фахівця, який працює в місті. Стосується нащадків заможних родин, які, на відміну від «золотої молоді», не розважаються, а роблять кар'єру чи займаються бізнесом, використовуючи сімейні капітали та зв'язки.  Термін, введений на початку 1980-х років, був популярним у США та Великій Британії.
Япі мають високооплачувану роботу, в одязі віддають перевагу діловому стилю, стежать за модою, відвідують фітнес-центри. Основний критерій приналежності до «япі» — успішність у бізнесі.